# Сан Кристофоро (Форли-Чезена)
Сан Кристофоро (итал. San Cristoforo) је насеље у Италији у округу Форли-Чезена, региону Емилија-Ромања.
Према процени из 2011. у насељу је живело 275 становника. Насеље се налази на надморској висини од 26 м.